# Sebastian Ruthenberg
Seabastian Ruthenberg (Amburgo, 6 febbraio 1984) è un giocatore di poker tedesco.
Ha vinto un braccialetto delle World Series of Poker nell'evento #33 del 1º giugno 2008, portando a casa 328.756 dollari.
I suoi migliori risultati ottenuti all'European Poker Tour sono: il 1º posto nella stagione 2008/2009 all'evento di Barcellona (guadagno: 1361000 €) ed il 3º posto nella stagione 2006/2007 all'evento di Dortmund (220000 €).